# Otto Nordström
Otto Valdemar Nordström, född 6 juli 1884 i Gudmundrå socken, död 3 juli 1966 i Uppsala, var en svensk ingenjör och uppfinnare.
Otto Nordström var son till sågmästaren Jon Nordström. Han utexaminerades från Tekniska elementarskolan i Härnösand 1906. Nordström var 1906–1907 ingenjör vid Svanö AB:s sulfitfabrik, 1907–1914 andre ingenjör vid Skönviks AB:s sulfitfabrik i Ortviken, 1914–1917 fabrikschef vid Holmens bruks och fabriks AB:s sulfitfabrik i Hallstavik samt 1917–1920 överingenjör och chef vid Skönviks AB:s fabriker i Matfors. Nordström bildade 1920 ingenjörsfirman Otto Nordström & co., Sundsvall, som bland annat byggde "Nordströms torktorn", en anläggning för bränsle, cellulosa med mera, en typ av anläggningar som uppfördes i Sverige, Finland, Tjeckoslovakien, Frankrike, USA och Kanada. Från 1936 var han VD för AB Celleco i Uppsala, som under hans ledning bland annat exploaterade kausticeringsanläggningar och flamrostugnar för flotationskis, vid vilka han införde egna patenterade förbättringar. Bland hans övriga uppfinningar märks en fuktighetsmätare för cellulosatorkmaskiner samt en elektrisk syraindikator för kondensvatten vid sulfitfabriker. Han publicerade flera värmetekniska uppsatser i facklitteraturen. Nordström är begravd på Sundsvalls Gustav Adolfs kyrkogård.